# Hans-Jacob Augestad
Hans-Jacob Augestad (født 21. september 1949) er en norsk tidligere håndboldspillerspiller. Han spillede 34 kampe og scorede 35 mål for det norske landshold.
Augestad spillede for håndboldklubben Kolbotn Idrettslag.